# Silurià
El Silurià és el període geològic que començà fa 443,8 ± 1,5 milions d'anys i s'acabà fa 419,2 ± 3,2 milions d'anys. Es tracta del tercer període de l'era del Paleozoic. El seu nom deriva del dels silurs, una tribu antiga de Gal·les, l'àrea tipus del període.
Com en altres períodes geològics, els estrats que defineixen el començament i el final del període estan ben definits, però les dates exactes tenen una incertesa d'uns pocs milions d'anys. En obres clàssiques el període anava dels 439 als 408 milions d'anys. La base del Silurià es troba en un episodi major d'extinció en massa en el qual foren eliminades el 60% de les espècies marines (vegeu episodis d'extinció en massa al Silurià).

## Historiografia
El sistema Silurià fou identificat per primera vegada per Roderick Murchison, que examinava estrats rocosos fossilífers al sud de Gal·les a principis de la dècada del 1830. Va anomenar les seqüències en honor d'una tribu cèltica de Gal·les, els silurs, estenent la convenció que el seu amic Adam Sedgwick havia establert pel Cambrià. El 1835 els dos homes van presentar un treball en comú, anomenat On the Silurian and Cambrian Systems, Exhibiting the Order in which the Older Sedimentary Strata Succeed each other in England and Wales (traducció: Els sistemes Silurià i Cambrià, exhibint l'ordre en el qual els estrats sedimentaris més antics se succeeixen entre ells a Anglaterra i Gal·les), que fou el germen de la taula dels temps geològics moderna. La sèrie «Siluriana» aviat va superposar-se a la seqüència Cambriana de Sedgwick, provocant enfrontaments furiosos que van acabar amb la seva amistat. Finalment, Charles Lapworth va resoldre el conflicte definint un nou sistema, l'Ordovicià, que incloïa les capes que eren objecte de discussió.

## Subdivisions
El Silurià es divideix normalment en inferior (Llandoverià i Wenlockià) i superior (Ludlowià i Pridolià). Tanmateix, alguns esquemes creen un Mitjà, incloent-hi el Wenlockià. Els estatges faunístics d'aquest període es caracteritzen pels seus fòssils guia, noves espècies de graptòlits marins colonials que aparegueren a cadascun d'ells. Les sèries i els estatges, de més recent a més antic, són:
- Sèries del Pridolià - no hi ha estatges definits (Silurià superior)

- Sèries del Ludlowià, dividides en 
  - Ludfordià (Ludlowià superior - Silurià superior)
  - Gorstià (Ludlowià inferior - Silurià superior)

- Sèries del Wenlockià, dividides en
  - Homerià (Wenlockià superior -Silurià inferior)
  - Sheinwoodià (Wenlockià inferior- Silurià inferior)

- Sèries del Llandoverià, dividides en
  - Telychià (Llandoverià superior - Silurià inferior)
  - Aeronià (Llandoverià mitjà - Silurià inferior)
  - Rhuddanià (Llandoverià inferior - Silurià Inferior)

## Paleogeografia
Durant el Silurià, Gondwana va continuar la seva deriva lenta cap a les latituds altes meridionals, però hi ha proves que els casquets polars silurians eren menys extensos que els de la glaciació de l'Ordovicià superior. El desglaç dels casquets polars i les glaceres va contribuir a l'augment del nivell del mar, recognoscible pel fet que els sediments silurians se superposen als sediments ordovicians, formant una inconformitat. Altres cratons i fragments de continents van derivar i es van agrupar a prop de l'equador, causant la formació d'un segon supercontinent conegut com a Lauràsia. Quan la Protoeuropa va col·lidir amb Amèrica del Nord, la col·lisió va plegar els sediments costaners que s'havien estat acumulant des del Cambrià a la costa oriental de Nord-amèrica i l'occidental d'Europa. Aquest esdeveniment rep el nom d'orogènesi caledoniana, la formació d'una cadena de muntanyes que anava des de l'estat de Nova York als EUA, a través d'Europa i Groenlàndia (unides en aquest període) fins a Noruega. Cap al final del Silurià, el nivell del mar va baixar de nou, deixant dipòsits evaporítics al llarg d'una conca que anava de Michigan a Virginia de l'Oest als EUA, i les noves serralades foren erosionades ràpidament.
Durant aquest període, la Terra va entrar en una llarga i càlida fase d'hivernacle, i mars càlids i soms van cobrir gran part de la massa terrestre equatorial. El període fou testimoni d'una estabilització relativa del clima general de la Terra, posant fi al patró anterior d'erràtiques fluctuacions climàtiques.

## Fauna i flora
El nivell de mar alt del Silurià i els mars continentals càlids i somers van proveir un entorn idoni per a la vida marina de tots tipus. Els estrats silurians són productors de petroli i gas en algunes àrees. Extensos estrats d'hematita --una mena del ferro-- siluriana a l'est d'Amèrica del Nord foren importants per l'economia de l'Amèrica colonial.
Els esculls de coralls continuen proliferant durant aquest període. Els primers peixos ossis, els Osteïctis, aparegueren representats pels acantodis coberts per plaques òssies; els peixos van assolir una notable diversitat i van desenvolupar mandíbules mòbils, adaptades dels suports dels arcs davanters de les brànquies. Diverses espècies d'Eurypterus (escorpins de mar) (alguns d'ells de tres metres de llargada) patrullaven els mars soms del Silurià de Nord-amèrica; molts dels seus fòssils han estat trobats a l'estat de Nova York als EUA. Els braquiòpodes, briozous, mol·luscs i trilobits també eren abundants i variats.
El primer registre fòssil de plantes vasculars, és a dir, plantes terrestres amb teixits que transporten aliment, es troba al Silurià. Els representants més primitius d'aquest grup són la Cooksonia (la majoria de l'hemisferi nord) i la Baragwanathia (d'Austràlia). Unes plantes terrestres primitives del Silurià amb xilema i floema però sense diferències entre l'arrel, la tija i les fulles, eren els Psilofits, que es reproduïen per mitjà d'espores i respiraven a través d'estomes a cada superfície, i probablement fotosintetitzant a cada teixit exposat a la llum. Els riniòfits i els licopodis primitius són altres plantes terrestres que aparegueren durant aquest període.
Els miriàpodes foren els primers autèntics animals terrestres. Els ecosistemes terrestres inclouen els primers animals terrestres multicel·lulars que han estat identificats, avantpassats de les aranyes i els centpeus moderns, els fòssils dels quals foren descoberts a la dècada del 1990.